# Thomas Dabre
Thomas Dabre (ur. 23 października 1945 w Bhuigaon) – indyjski duchowny rzymskokatolicki, w latach 2009–2023 biskup Puna. Wyświęcony został jako biskup pomocniczy Bombaju ze stolicą tytularną Arae in Numidia. 22 maja 1998 mianowany został biskupem Vasai. Funkcję tę sprawował do 4 kwietnia 2009, kiedy to został biskupem diecezji Puna. 25 marca 2023 przeszedł na emeryturę.
W latach 1998-2005 był sekretarzem generalnym Konferencji Biskupów Łacińskich Indii.